# Switch stivuibil

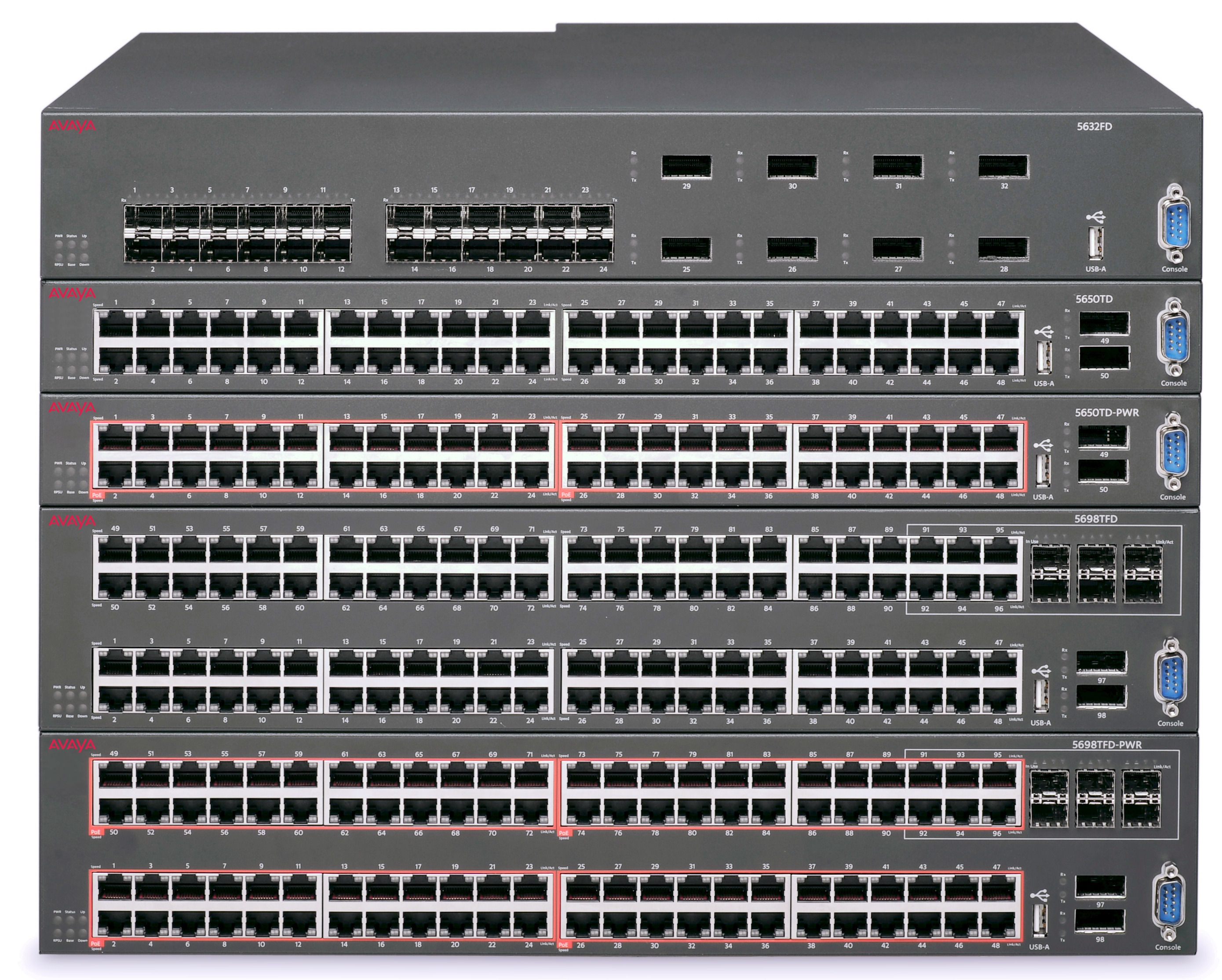
Avaya 5600, un "stack" de swiciuri stacabile.

Un switch stacabil sau switch stackable, destul de des folosit și swici stacabil, este un tip de switch de rețea care poate fi conectat (sau „stivuit”) cu alte switch-uri de același tip pentru a funcționa ca un singur switch logic. Aceasta permite extinderea și gestionarea centralizată a rețelei fără a fi nevoie de configurarea fiecare switch individual. Se mai folosesc destul de des termenii de switch stacabil sau switch stivuibil sau switch stackable.
Swiciurile stacabile pot fi utilizate și ca swiciuri individuale. Nu e necesară stivuirea cu încă un swici pentru funcționare unuia.

### Caracteristici
- Scalabilitate: Se pot adăuga noi swiciuri în stivă pe măsură ce cerințele rețelei cresc, fără a întrerupe funcționarea rețelei existente.
- Administrare simplificată: Toate swiciurile din stivă pot fi administrate de la o singură consolă, ceea ce simplifică gestionarea și configurarea rețelei.
- Performanță: Swiciurile stacabile sunt conectate prin interfețe de mare viteză care asigură o lățime de bandă mare între swiciurile din stivă, minimizând astfel latențele și maximizând performanța rețelei.
- Redundanță și fiabilitate: În cazul în care unul dintre swiciuri se defectează, celelalte swiciuri din stivă pot prelua sarcinile, asigurând astfel continuitatea serviciilor.

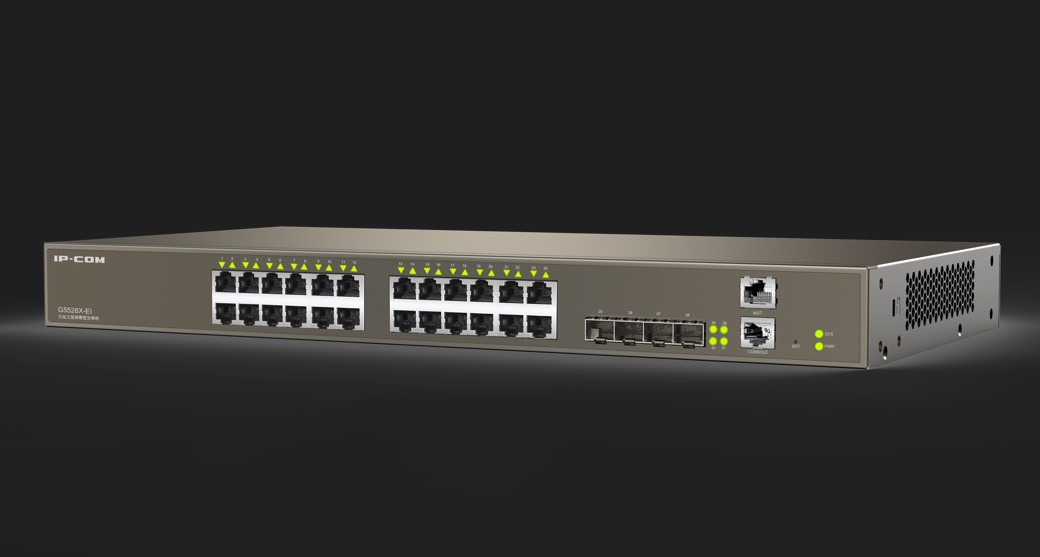
Un switch stacabil de la IP-COM. Astfel de switchuri pot fi folosite și separat, individual.

### Medii de utilizare
Swiciurile stivuibile (stacabile, stackable) se folosesc cu precădere în centre de date și acolo unde se cere o lățime de bandă mare și gestionarea centralizată a numeroaselor dispozitive. Dar și în mediul enterprise, unde este necesară o extindere simplă și gestionarea eficientă a resurselor de rețea sau campusuri universitare, pentru conectarea diferitelor clădiri și laboratoare într-o rețea unificată și ușor de gestionat și complexe rezidențiale sau hoteliere.

### Exemple de produse
- Cisco Catalyst 3750-X Series: Oferă performanțe ridicate și numeroase funcții de securitate.
- HP ProCurve 2910al Series: Cunoscut pentru flexibilitatea și opțiunile avansate de management.
- IP-COM G5528X-EI: Este un switch stackable/stivuibil layer-3 de 10 Gigabit proiectat de IP-COM, de 24 de porturi. Se pot adăuga până la 6 switch-uri stivuite.[2]
- Dell Networking N-Series: Oferă opțiuni variate de conectivitate și management centralizat.În concluzie, switch-urile stackable reprezintă o soluție flexibilă și eficientă pentru gestionarea rețelelor complexe, permițând extinderea ușoară și administrarea centralizată.

1. ↑  IP-COM. „Switch stacabil | IP-COM”. IP-COM.
2. ↑  IP-COM Romania. „Specificatii G5528X-EI | IP-COM Romania”. IP-COM Romania.